# Dżamil Isawi
Abd al Fattah Muhammad Dżamil Isawi, Gamel Esawy (arab. جميل عيسوي, Jamīl ʿĪsawī; ur. 18 czerwca 1924) – egipski zapaśnik walczący w obu stylach. Olimpijczyk z Helsinek 1952, gdzie odpadł w eliminacjach w kategorii 62 kg w stylu wolnym.
Dwukrotny wicemistrz igrzysk śródziemnomorskich w 1951.
- Turniej w Helsinkach 1952

Pokonał Brytyjczyka Herbiego Halla i przegrał z zawodnikiem radzieckim Ibrahimem Dadaszewem i  Irańczykiem Nasserem Givehchim.